# Hôrka
Hôrka es un municipio del distrito de Poprad, en la región de Prešov, Eslovaquia. Según el censo de 2021, tiene una población de 2108 habitantes.
Está ubicado al oeste de la región, cerca del río Poprad (cuenca hidrográfica del río Vístula) y de la frontera con la región de Žilina.

## Demografía
| Año        | 1994 | 2004     | 2014     | 2024     |
| ---------- | ---- | -------- | -------- | -------- |
| Población  | 1254 | 1557     | 1884     | 2155     |
| Diferencia |      | +24,16 % | +21,00 % | +14,38 % |

| Año        | 2023 | 2024    |
| ---------- | ---- | ------- |
| Población  | 2158 | 2155    |
| Diferencia |      | −0,13 % |